# Дивак-людина
«Дивак-людина» — радянська кінокомедія-фельєтон, знята режисером Володимиром Кочетовим у 1962 році на Одеській кіностудії. Прем'єра відбулася 29 жовтня 1962 року.

## Сюжет
Після приходу на роботу нового керуючого «Заготскотконтори» довелося зіткнутися з «тіньовими схемами» шахраїв, які розкрадали соціалістичну власність. Співробітники, які широко живуть за рахунок шахрайських махінацій, намагаються зробити його «своєю людиною». Злочинці намагаються «підгодувати» голову «Заготскотконтори», а коли це їм не вдається, в хід підуть доноси, анонімки, наклепи. У відповідь на це Максим Межа приймає рішення покарати всіх підлабузників і очистити контору від шахраїв. За допомогою чесних співробітників колективу новому керуючому вдається розкрити шахрайські операції пройдисвітів і віддати їх під суд.

## У ролях
- Михайло Пуговкін —  Максим Данилович Межа, новий чесний голова «Заготскотконтори», де діють шахраї
- Світлана Живанкова —  Сюта Степанівна, дружина Максима Даниловича Межи
- Борис Сітко —  Нетлінний, начальник добровільної пожежної дружини, таємний керівник шахраїв
- Борис Бєлов —  Фертик, шахрай
- Аркадій Трусов —  Савранський, шахрай
- Костянтин Параконьєв —  Барадим, шахрай
- Н. Кабакова —  Феодонісія, дружина Фертика
- Любов Малиновська —  Мілочка Савранська
- Єлизавета Нікіщихіна —  секретарка Ірочка
- Григорій Михайлов —  Сторожко, громадський обвинувач
- Галина Бутовська —  виступаюча на суді
- Василь Векшин —  член суду
- Гертруда Двойникова —  голова громадського суду
- Олександр Луценко —  оповідач
- Петро Любешкін —  член суду
- Іван Матвєєв —  пастух
- І. Мильний —  епізод
- Віктор Проклов —  дід, відвідувач контори
- Борис Сабуров —  дід з індиками
- Іван Савкін —  епізод
- Олена Єщенко —  епізод (немає в титрах)

## Знімальна група
- Режисер — Володимир Кочетов
- Сценарист — Віталій Логвиненко
- Оператори — Василь Сімбірцев, Микола Луканьов
- Композитор — Євген Зубцов
- Художник — Михайло Заєць